# Associazione Calcio San Donà 1949-1950
Questa voce raccoglie le informazioni riguardanti l'Associazione Calcio San Donà nelle competizioni ufficiali della stagione 1949-1950.

## Rosa
| N. |                   | Ruolo | Calciatore           |
| -- | ----------------- | ----- | -------------------- |
|    | Italia (bandiera) | A     | Bruno Alfier         |
|    | Italia (bandiera) | C     | Angelico Zeno        |
|    | Italia (bandiera) | C     | Enrico Auletta       |
|    | Italia (bandiera) | D     | Gaetano Auletta      |
|    | Italia (bandiera) | C     | Benedetti            |
|    | Italia (bandiera) | A     | Antonio Bertoli      |
|    | Italia (bandiera) | A     | Biancoletto Giovanni |
|    | Italia (bandiera) | P     | Giacomo Blason       |
|    | Italia (bandiera) | A     | Bregantin Giovanni   |
|    | Italia (bandiera) | A     | Calcaterra Gino      |
|    | Italia (bandiera) | D     | Cestaro              |
|    | Italia (bandiera) | C     | Athos Dianti         |

| N. |                   | Ruolo | Calciatore         |
| -- | ----------------- | ----- | ------------------ |
|    | Italia (bandiera) | A     | Dreossi O.         |
|    | Italia (bandiera) | D     | Lepre Lionello     |
|    | Italia (bandiera) | C     | Mazzola            |
|    | Italia (bandiera) | D     | Momesso A.         |
|    | Italia (bandiera) | D     | Mucelli Ferdinando |
|    | Italia (bandiera) | D     | Peresani Fioretto  |
|    | Italia (bandiera) | C     | Dario Rizzoni      |
|    | Italia (bandiera) | P     | Sandrin Silla      |
|    | Italia (bandiera) | A     | Teso Gino          |
|    | Italia (bandiera) | A     | Tombola            |
|    | Italia (bandiera) | C     | Tonon Aldo         |
|    | Italia (bandiera) | D     | Tosetto Walter     |